# Phytoplasma solani
„Candidatus Phytoplasma solani“ ist eine phytopathogene (Pflanzen krankmachende) Spezies von Bakterien der Gattung „Ca. Phytoplasma-Spezies“. Sie ist Erreger der Schwarzholzkrankheit bei Weinreben (eine Phytoplasmose der Gruppe 16SrXII). Die Schwarzholzkrankheit der Weinrebe wird als eine Form der Vergilbungskrankheiten im Weinbau betrachtet.
Das lateinische Wort Candidatus (Abkürzung Ca.) ist Namensbestandteil für eine wissenschaftlich noch nicht vollständig beschriebene Bakterienart. Es geht auf das lateinische candidatus zurück, das sich von der weißen toga candida ableitet, die Anwärter auf ein Amt trugen.
„Ca. Phytoplasma solani“ wird darüber hinaus auch in Verbindung gebracht mit der Vergilbungskrankheit der Strauch-Pfingstrose Paeonia suffruticosa in China.
Bei Nachtschattengewächsen (Familie Solanaceae) wie etwa dem Tabak Nicotiana tabacum in der Türkei ist „Ca. Phytoplasma solani“ ebenfalls mit Blattanomalien assoziiert, die als 16SrXII-A klassifiziert werden. Die Phytoplasmatosen in dieser Pflanzenfamilie werden auch als Stolbur bezeichnet. Betroffen sind vor allem Tomaten und Kartoffeln.
Zwischen 2002 und 2024 zeigte sich, dass das „Syndrom des niedrigen Zuckergehalts“ (französisch Syndrome Basses Richesses, SBR) bei Zuckerrüben durch zwei Bakterien verursacht wird, dem Gammaproteobakterium „Ca. Arsenophonus phytopathogenicus“ und dem Stolbur-Phytoplasma „Ca. Phytoplasma solani“. Beide Bakterien sind auf das Phloem der Pflanzen beschränkt und werden durch die polyphage Schilf-Glasflügelzikade (Pentastiridius leporinus) als Vektor übertragen. – Im Übrigen wurde „Ca. A. phytopathogenicus“ auch mit Welke und Vergilbung bei Kartoffeln in Verbindung gebracht.
Außer für Weinreben, Kartoffeln, Tabak, Tomaten, Strauch-Pfingstrosen und Zuckerrüben ist eine krankmachende Wirkung der Spezies auch für Mais bekannt; die Schilf-Glasflügelzikade (Pentastiridius leporinus) überträgt das entspr. Bakterium neben Wurzelgemüse wie Möhren, Rote Bete, Sellerie und Zwiebeln auch auf Kohl sowie teils Rhabarber und Paprika – im Juni 2025 wurden die Ausbreitung auf ganz Deutschland und die damit verbundenen Ernteausfälle gemeldet.